# Orud
Koordinati:   43°25′10″N, 16°07′25″E
Orud je majhen nenaseljen otoček v Jadranskem morju. Pripada Hrvaški.
Orud leži jugozahodno od otoka Drvenik Veli, od katerega je oddaljen okoli 1 km. Njegova površina meri 0,39 km². Dolžina obalnega pasu je 2,65 km.
Najvišji vrh je visok 29 mnm.